# Haplopteris doniana
Haplopteris doniana är en kantbräkenväxtart som först beskrevs av Georg Heinrich Mettenius och Georg Hans Emmo Wolfgang Hieronymus, och fick sitt nu gällande namn av E. H. Crane. Haplopteris doniana ingår i släktet Haplopteris och familjen Pteridaceae. Inga underarter finns listade.